# 푸리폰 분손
푸리폰 분손(태국어: ภูริพล บุญสอน, 2006년 1월 13일~)은 태국의 육상 선수로 주 종목은 단거리 달리기이다.

## 경력
2021년 동남아시아 경기 대회에서 3관왕을 달성했다. 200m에서는 20초 37의 기록으로 우승했는데, 자메이카의 우사인 볼트, 미국의 이리언 나이트에 이어 16세이하 세계 3위에 해당되는 기록이다. 2022년 세계 U-20 선수권에서는 100m 10초09의 기록을 세웠고 결선 4위에 올맀다.

## 국제 대회 기록
| 년도   | 대회                      | 장소      | 순위 | 기록   |
| ------ | ------------------------- | --------- | ---- | ------ |
| 2022년 | 세계 U20 육상 선수권 대회 | 미국 칼리 | 4위  | 10초09 |

범례
- 국가 최고 기록(국가 신기록)